# Nick Oliveri
Nick Stephen Oliveri (Los Ángeles, California, 21 de octubre de 1971) es un bajista y guitarrista estadounidense conocido por haber formado parte de las exitosas bandas de hard rock y stoner rock Kyuss y Queens of the Stone Age, de la cual fue expulsado en 2004. Actualmente es el líder de su proyecto personal Mondo Generator.

## Biografía
Oliveri comenzó su carrera musical en la mítica y ya extinta banda Kyuss, en 1989. Al año siguiente deja la banda, cuando iban a lanzar su primer álbum, Sons of Kyuss, pero vuelve un año después, en 1991 para grabar Wretch en ese año y Blues for the Red Sun en 1992. Tras hacer la gira de este último disco, Oliveri deja la banda siendo sustituido por Scott Reeder. Fuera ya de Kyuss, el bajista se marcha a la banda de punk rock de Illinois, Dwarves, donde colabora con su disco de 1997 The Dwarves Are Young And Good Looking, lanzado por Epitaph.
En 1995 Kyuss finaliza su carrera y Josh Homme funda en 1998 Queens of the Stone Age. Este, que conocía a Oliveri de su etapa en Kyuss le llama en ese año para ofrecerle un puesto en su banda. No llegó a participar en la grabación de Queens of the Stone Age aunque aparece en los créditos porque en la parte final de "I Was a Teenage Handmodel", última canción del disco, se puede escuchar la llamada que dejó Oliveri en el contestador de Homme, resaltando su placer por haber sido invitado a formar parte de la banda.

### Queens of the Stone Age
Ya como miembro a todos los efectos, graba y lanza con Queens of the Stone Age Rated R, en 2000, convirtiéndose en todo un éxito internacional. Dos años después sale Songs for the Deaf, con el que comienzan los problemas entre Homme y Oliveri. El 27 de noviembre de 2002, Queens of the Stone Age pasa por España, y en un concierto en la sala Razzmatazz, Barcelona, Oliveri comenzó a lanzar botellas de cerveza indiscriminadamente al público. Homme recuerda que ese día:

«Nick estaba enfadado por algo que no tenía que ver con el grupo y arruinó el concierto. Al segundo tema le lanzó unas botellas al público de muy malas maneras y al preguntarle qué le pasaba me dijo que el público estaba muerto y que no le gustaba. Pero era tan sólo el segundo tema y la sala estaba abarrotada. Me tendría que haber ido en ese preciso momento y me arrepiento de no haberlo hecho. Esperé cinco o seis canciones más porque yo no soy así. Hice muchas cosas malas en mi vida, pero sé lo que hice y lo asumo, pero no iba a asumir algo que hizo otra persona. El caso es que siempre digo que el suelo resbaladizo de Barcelona salvó al grupo por un año más, porque cuando acabamos me dirigí al camerino dispuesto a romperle la cara a Nick por su actitud y por lo que había hecho y cuando entré a meterle, el suelo estaba mojado y resbalé con lo que nunca llegamos a pelearnos esa noche. Pero sólo se salvó durante un año, hasta que las cosas todavía se pusieron peor entre nosotros. Para mí, tanta agresividad y desenfreno no es música. No es algo real. Intenté explicárselo a Nick, pero no quiso escucharme».

 No había sido el único altercado que había provocado Oliveri, ya que en 2001 fue arrestado en Brasil durante el Rock in Rio por tocar en el escenario desnudo y en 2004, en Perth, Australia, Oliveri estrelló su bajo contra un micrófono mientras la banda tocaba «No One Knows».

### Expulsión
A finales de 2004 es expulsado de Queens of the Stone Age mediante un comunicado oficial de la banda en su website. Oliveri se sinceró poco después a Kerrang!: 

«Se me fue la mano en Barcelona. Estaba jodido e hice algunas estupideces. Me volví loco, tomé absenta o algo así y esa noche tuvimos una gran discusión. Nos conocemos desde hace bastante tiempo y eso es lo que pasa, una pelea entre hermanos, ¿sabes? Josh Homme vino a mi casa y dijo, No sé si puedo seguir haciendo esto más tiempo. A mi me sonó como si estuviera tirando la toalla y una de las excusas que dio fue que dijo que (yo) le pegaba a mi novia, lo que es totalmente falso... A mi me pareció como que estaba tratando de justificar por qué lo estaba dejando. ¡Luego leí en internet que me había echado!»

## Proyectos personales
Tras su etapa en Queens of the Stone Age, Oliveri compartió escenario y colaboró con artistas como Brant Bjork, Motörhead, Winnebago Deal, Masters of Reality, Eagles of Death Metal,LUJURIA The Dwarves, Mark Lanegan, Desert Sessions (proyecto creado por Homme) y Turbonegro. Con muchos de ellos lo hizo a través de Mondo Generator, la banda que Oliveri fundó en 1997 y que ha ido compaginando con Queens of the Stone Age. Con esta banda ha grabado cuatro discos de estudio y ha recibido colaboraciones del propio Homme, Brant Bjork y Alfredo Hernández (excompañeros en Kyuss y Queens of the Stone Age el segundo).
En 2009, Nick Oliveri participó en la grabación de Slash, el primer álbum en solitario de su amigo Slash que sale en abril de 2010. Nick Oliveri canta el tema "Chains And Shackles".